# Tavurvur
A Tavurvur egy tűzhányó Pápua Új-Guineában, Rabaul város közelében. A vulkán tengerszint feletti magassága 688 méter.

## Története
1937-ben a Tavurvur-vulkán és a közeli Vulcan vulkán kitört és a kitörésben életét vesztette 507 ember. 2006. október 7-én ismét kitört a vulkán és a kitörés lökéshulláma 12 kilométeres körzeten belül betörte az ablakokat, valamint a 18 kilométer magasra feljutó füstfelhő elérte a sztratoszférát.

## Galéria

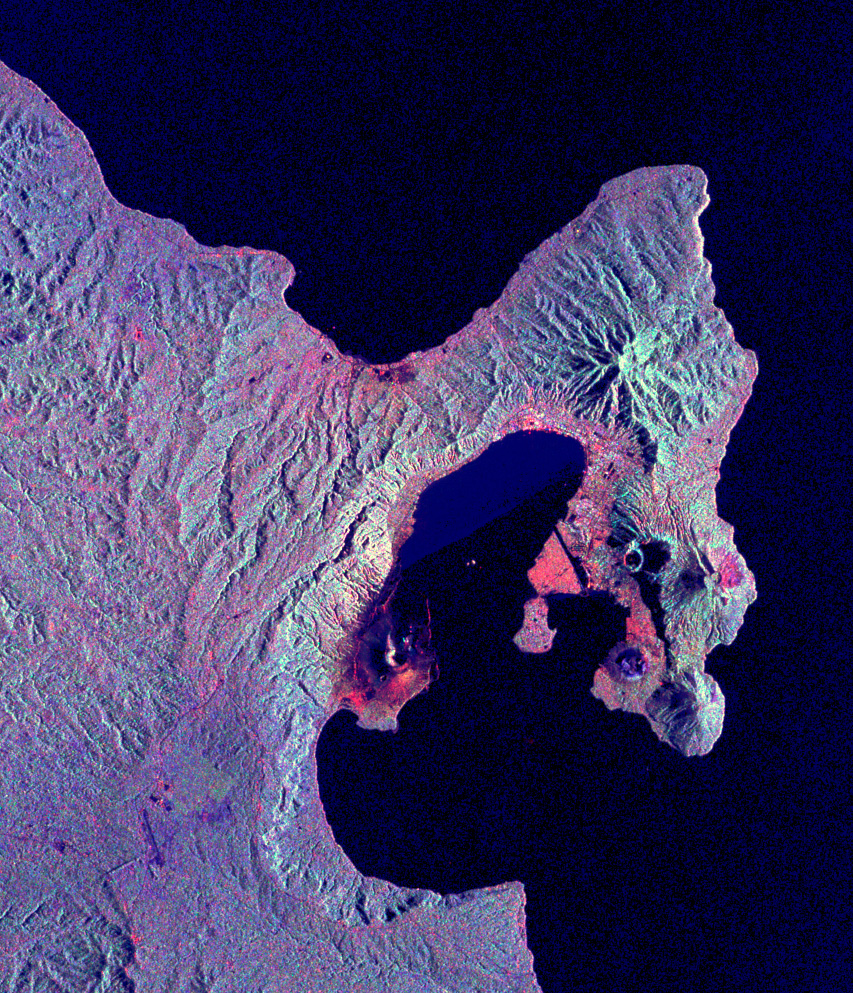
A Tavurvur-vulkán képe a NASA űrfelvételén
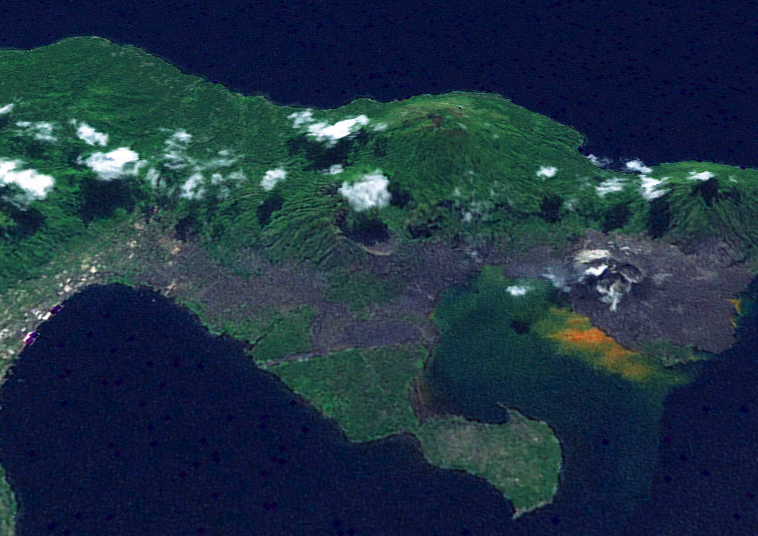
A Tavurvur-vulkán az űrből
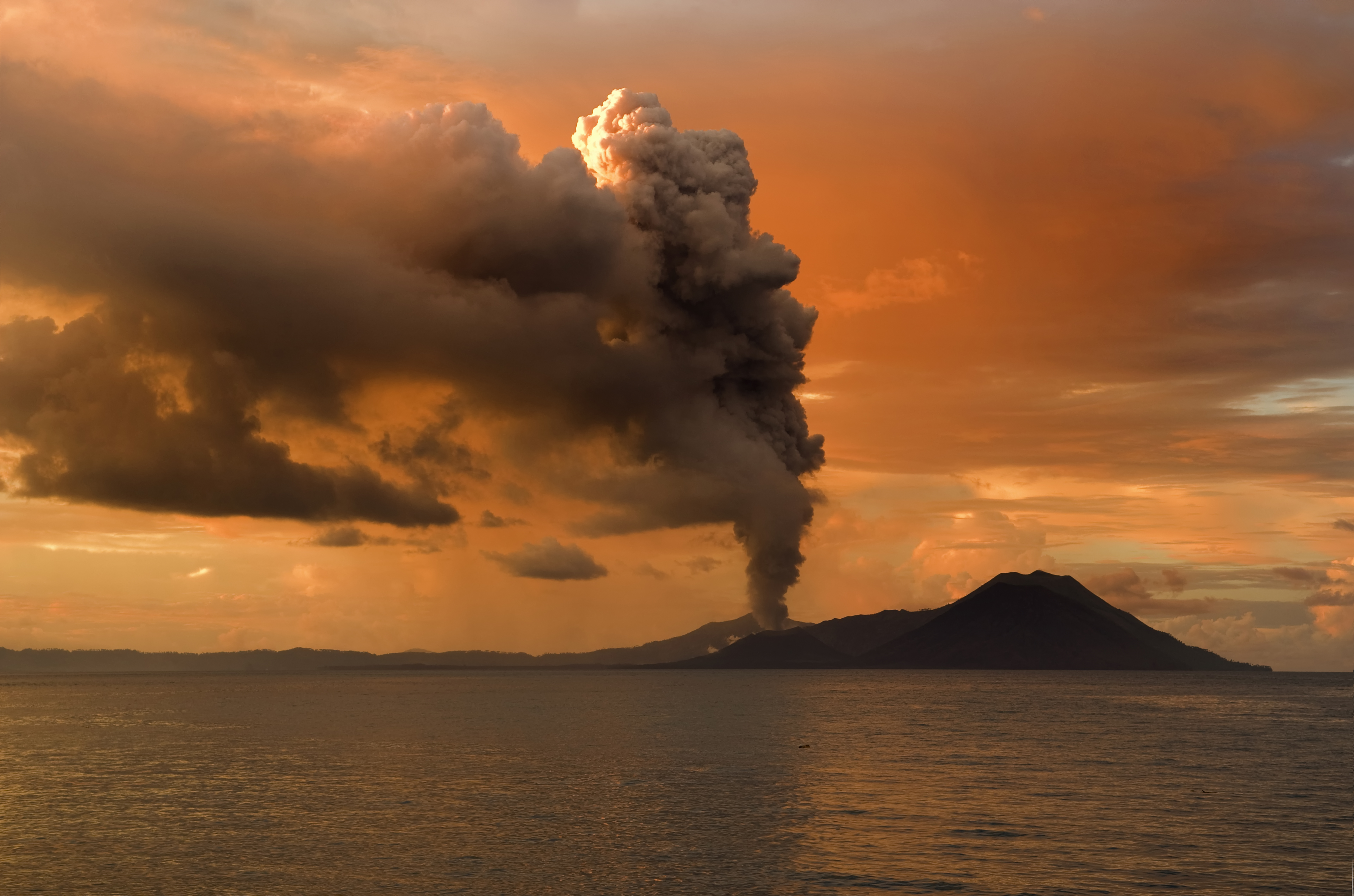
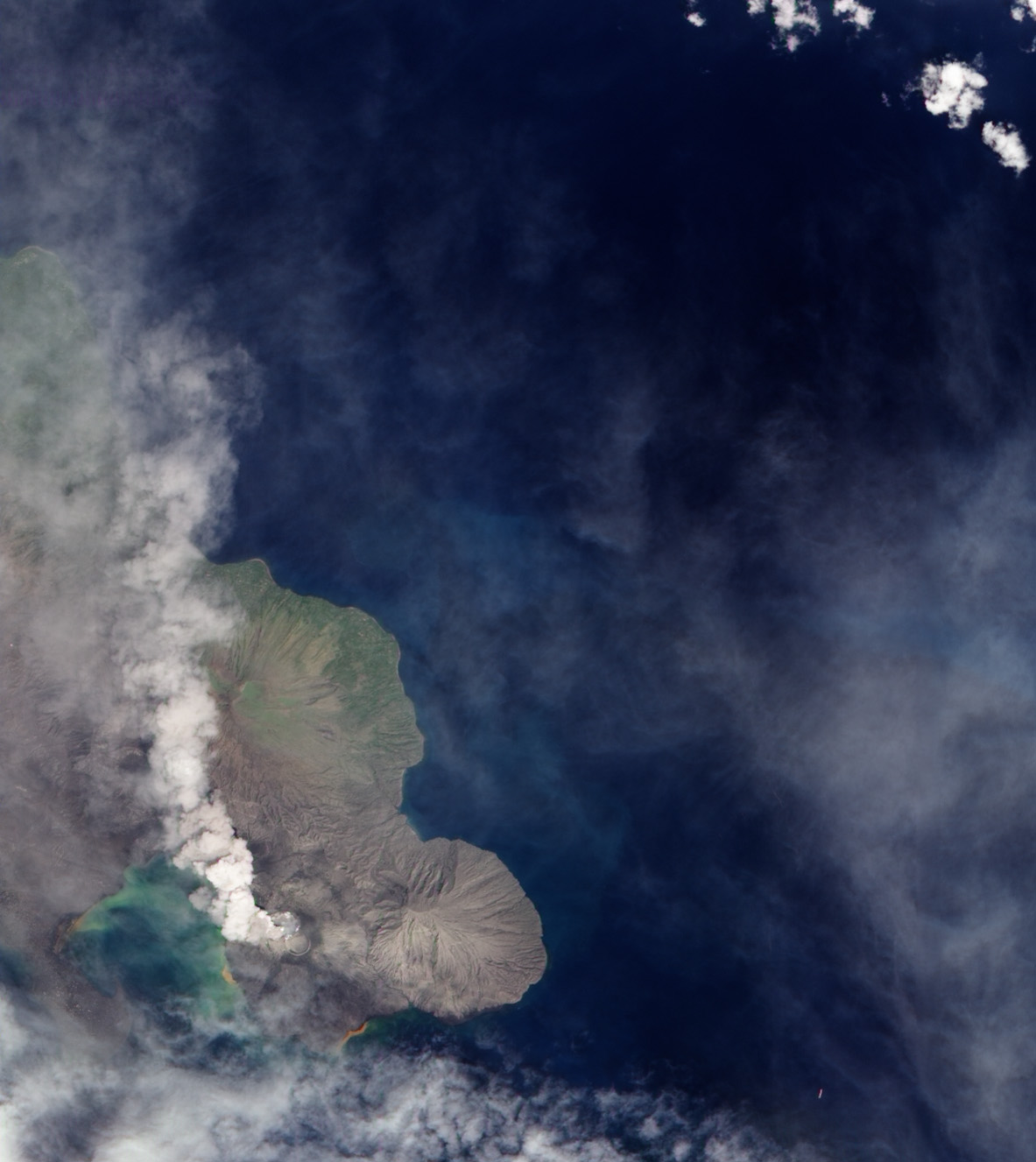
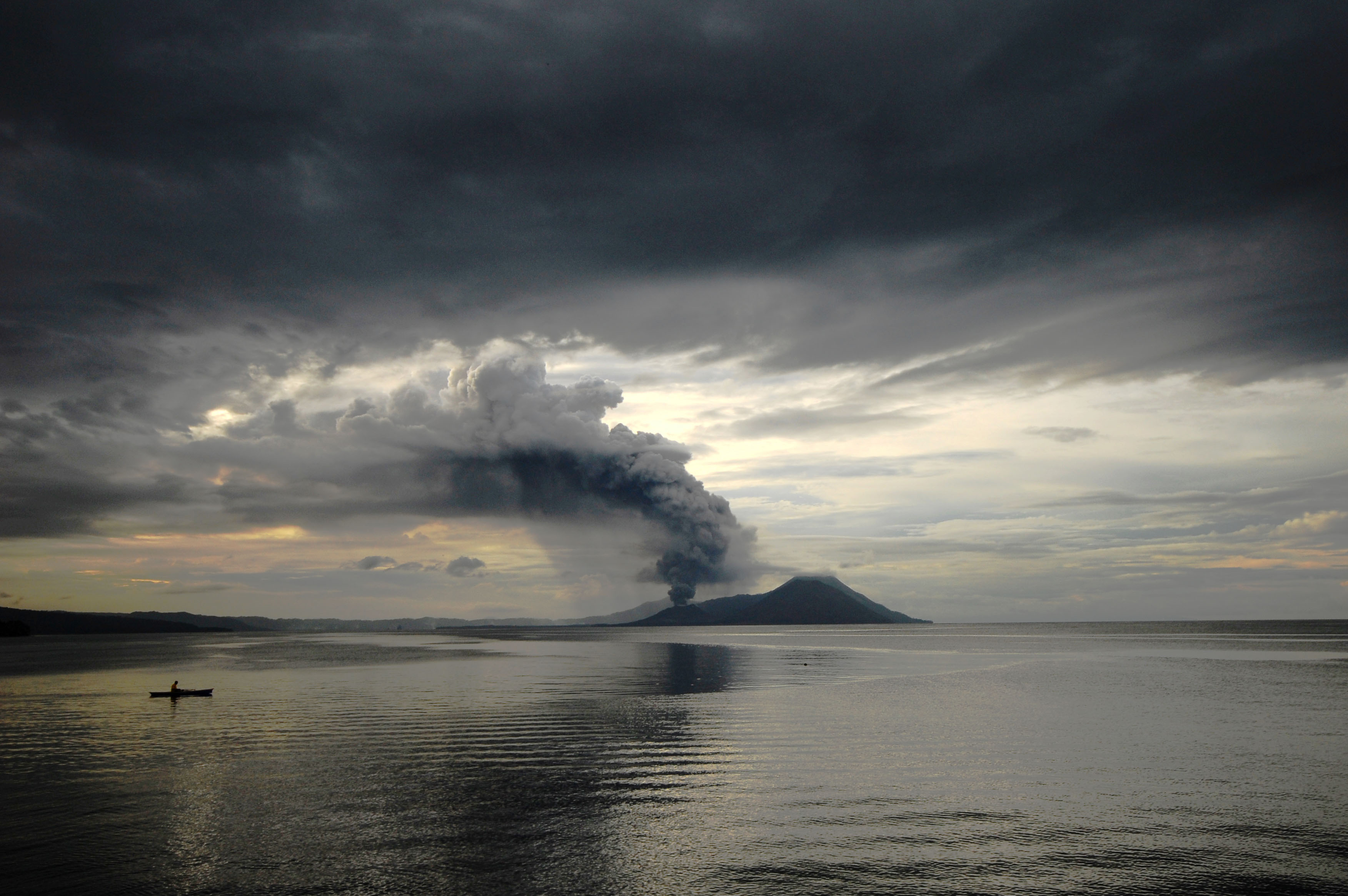